# Nadezjda Kutjer
Nadezjda Kutjer, född 18 maj 1983 i Minsk, Sovjetunionen, är en  vitrysk operasångerska (sopran).